# Echinoecus nipponicus
Echinoecus nipponicus is een krabbensoort uit de familie van de Pilumnidae. De wetenschappelijke naam van de soort is voor het eerst geldig gepubliceerd in 1939 door Miyake.